# Lacmellea standleyi
Lacmellea standleyi là một loài thực vật có hoa trong họ La bố ma. Loài này được (Woodson) Monach. mô tả khoa học đầu tiên năm 1945.